# Route 7 (Ontario)
Pour les articles homonymes, voir Route 7.
La route 7 est une route provinciale de l'Ontario d'une longueur de 536 kilomètres reliant Lucan au secteur Kanata de la ville d'Ottawa en passant par les banlieues nord de Toronto.

## Description du tracé
La route provinciale 7 est présentement divisée en deux sections distinctes. Les deux sections sont reliées par la route de comté 7, car depuis la construction de l'autoroute 407, la 7 était de moins en moins fréquentée et est donc passée du statut de route provinciale au statut de route locale dans le grand Toronto.

### Section Ouest: Lucan - Norval
La route 7 commence au nord de London à  Lucan à la jonction de la Route 4. Elle se dirige ensuite vers l'est pendant 22 kilomètres avant de bifurquer vers le nord-est pendant 16 kilomètres jusqu'à Stratford. Cette première section traverse une région agricole. Elle se joint ensuite à la Route 8 en se dirigeant vers l'est pendant 45 kilomètres jusqu'à Kitchener en passant dans Shakespeare et New Hamburg. De plus, la 7 possède les caractéristiques d'une autoroute de New Hamburg jusqu'à Waterloo. Justement, la route 7 contourne par le sud-est le centre-ville de Kitchener étant jointe à la Route 85. Elle quitte ensuite Waterloo/Kitchener vers l'est étant appelée Victoria St. jusqu'à Guelph.
À Guelph, la 7 est jointe à la Route 6 pendant 4 kilomètres étant appelée Woodlawn Rd. et Hanton Pkwy. Elle traverse ensuite le centre-ville de Guelph étant appelée York St. Après Guelph, elle se dirige toujours vers l'est en traversant Rockwood, Acton et Georgetown avant de finir sa course à Norval, à l'ouest de Brampton, après avoir parcouru 150 kilomètres.
Dans Toronto, ce n'est pas de la route provinciale 7 mais la route 7 locale qui prend la relève.

### Section Est: Markham - Ottawa
La 7 reprend sa course à Markham, sur la route locale 48. Elle se dirige ensuite vers l'est jusqu'à Brooklin (sur une distance de 25 kilomètres) en croisant entre autres l'autoroute 407, aussi appelée ETR (Express Toll Route). Elle forme ensuite un multiplex avec la Route 12 pendant 40 kilomètres en se dirigeant vers le nord jusqu'au nord de Sunderland où elle se détache de la Route 12 en se dirigeant vers l'est et en faisant désormais partie de la route transcanadienne sur tout le reste de son parcours.

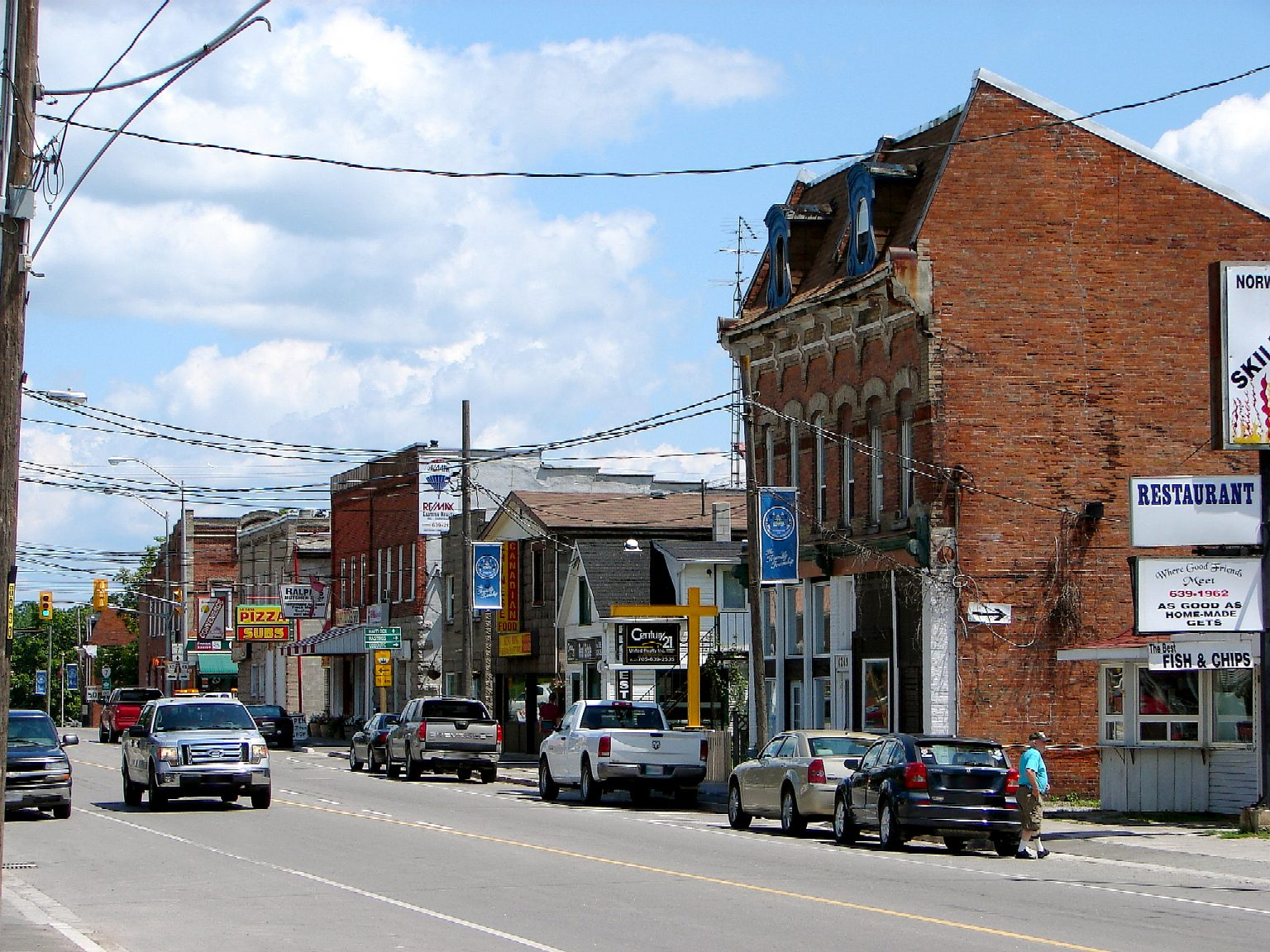
La route 7 dans Norwood.

Après s'être détachée de la 12, elle se dirige vers l'est jusqu'à Lindsay où elle croise la Route 35 avant de continuer sa route vers l'est jusqu'à Fowlers Corner en passant dans Omemee. À Fowlers Cormer, elle bifurque vers le sud pour rejoindre la Route 115 à Springville avec laquelle la 7 forme un multiplex pendant 13 kilomètres et en passant juste au sud de Peterborough. De Peterborough, la 7 ne cesse de se diriger vers l'est ou vers le nord-est en traversant le centre de l'Ontario pendant plus de 200 kilomètres en traversant Norwood, Havelock, Marmora, Madoc, Perth et Carleton Place. La 7 se termine, 21 kilomètres au nord-est de Carleton Place, sur un échangeur avec l'autoroute 417 en direction d'Ottawa ou de Arnprior/Pembroke après avoir parcouru 536 kilomètres dans le sud de l'Ontario (sortie 145 de la 417).

## Intersections principales
| ville | km               | intersections                                       | destinations                                 | notes |
| --- | ---------------- | --------------------------------------------------- | -------------------------------------------- | --- |
| Lucan | 0                | Route 4                                             | London, Clinton, Windsor (via autoroute 401) | Début de la route provinciale 7                                                                          |
| Lucan | 1                | Route 23 nord                                       | Mitchell, Listowel                           | |
| Stratford                                                                                                | 38               | Route 8 ouest                                       | Goderich, Clinton                            | Début du multiplex avec la 8; début de l'autoroute 25 kilomètres à l'est                                 |
| Baden | 66 (sortie 2*)   | Route locale 51 (Foundry St.)                       | Baden, New Dundee                            | |
| Mannheim                                                                                                 | 71 (sortie 7*)   | Route locale 12 (Notre Dame Rd.)                    | Saint Agatha, New Dundee                     | |
| Kitchener                                                                                                | 75 (sortie 11*)  | Route locale 70 (Ira Needles Blvd.)                 | Mannheim, Kitchener                          | |
| Kitchener                                                                                                | 77 (sortie 13*)  | Route locale 58 (Fisher-Hallman Rd.)                | Kitchener                                    | |
| Kitchener                                                                                                | 80 (sortie 16*)  | Route locale 28 (Homer Watson Blvd./Ottawa Rd.)     | Kitchener, Cambridge                         | |
| Kitchener                                                                                                | 82 (sortie 18*)  | Route locale 53 (Courtland Ave.)                    | Kitchener centre-ville                       | |
| Kitchener                                                                                                | 83 (sortie 19*)  | Route 8 sud                                         | Cambridge, Toronto                           | fin du multiplex avec route 8                                                                            |
| Kitchener                                                                                                | 84 (sortie 20*)  | Route locale 4 (Ottawa Rd.)                         | Kitchener centre-ville                       | |
| Waterloo                                                                                                 | 86 (sortie 22*)  | Route 85 nord                                       | Saint Jacobs, Elmira                         | Échangeur                                                                                                |
| Guelph                                                                                                   | 104-108          | Route 6                                             | Fergus, Hamilton, Toronto, Owen Sound        | Multiplex pendant 4 kilomètres; nommée Hanton Pkwy et York St. Dans le centre-ville de Guelph            |
| Norval                                                                                                   | 150              | Route locale 19 (Winston-Churchill Blvd.)           | Mississauga, Inglewood                       | Fin de la section ouest; se poursuit en tant que route locale 7 dans le grand Toronto                    |
| Fin de la section ouest; début de la section est à Markham                                               |                  |                                                     |                                              | |
| Markham                                                                                                  | 150              | Route 48 (route locale 48)                          | Markham, Pickering, Mount Albert             | Début de la section est                                                                                  |
| Brougham (en)                                                                                            | 164              | Autoroute 407 ouest (ETR (autoroute à péage))       | Toronto, Hamilton                            | |
| Brooklin - Sunderland                                                                                    | 175-215          | R-12                                                | Whitby, Oshawa, Orillia                      | Multiplex pendant 40 kilomètres; à partir du kilomètre 215, la 7 fait partie de la route transcanadienne |
| Port Perry                                                                                               | 189              | Route 7A est                                        | Port Perry, Bethany                          | route alternative de la 7                                                                                |
| Lindsay                                                                                                  | 240-247          | Route 35                                            | Newcastle, Fenelon Falls                     | Multiplex pendant 7 kilomètres                                                                           |
| Springville                                                                                              | 275 (sortie 45*) | Route 115 ouest                                     | Newcastle, Orono, Oshawa                     | Début du multiplex avec Route 115 (multiplex pendant 13 kilomètres); début de l'autoroute                |
| Peterborough                                                                                             | 279 (sortie 49*) | Route locale 11 (Airport Rd.)                       | Peterborough                                 | |
| Peterborough                                                                                             | 281 (sortie 51*) | Fleming Dr.                                         | Peterborough                                 | |
| Peterborough                                                                                             | 285 (sortie 55*) | Route locale 39 (river Rd.)                         | Peterborough, Bewdley                        | |
| Peterborough                                                                                             | 286 (sortie 56*) | Ashbumham Ln.                                       | Peterborough                                 | |
| Peterborough                                                                                             | 288              | Lansdowne St. (Fin Route 115 et fin de l'autoroute) | Peterborough centre-ville                    | Fin du multiplex avec 115                                                                                |
| Woodview                                                                                                 | 295              | Route 28 nord                                       | Lakefield                                    | |
| Madoc | 369              | Route 62                                            | Belleville, Bancroft                         | |
| Actinolite                                                                                               | 382              | Route 37 sud                                        | Tweed, Belleville                            | |
| Kaladar                                                                                                  | 404              | Route 41 nord                                       | Renfrew, Pembroke                            | |
| Carleton Place                                                                                           | 514              | Route 15 sud                                        | Smiths Falls, Kingston                       | |
| Kanata (Stittsville)                                                                                     | 533              | Route locale 36 est                                 | Kanata                                       | |
| Kanata (Stittsville)                                                                                     | 536              | A-417                                               | Ottawa, Pembroke, Arnprior                   | Fin de la 7; échangeur autoroutier                                                                       |
| Vert= Multiplex / Bleu=Échangeur (autoroute) / * = approximation des numéros de sorties (non signalisés) |                  |                                                     |                                              | |